# Quintigny
Quintigny é uma comuna francesa na região administrativa de Borgonha-Franco-Condado, no departamento de Jura. Estende-se por uma área de 3,65 km². Em 2010 a comuna tinha 258 habitantes (densidade: 70,7 hab./km²).